# Heldburg
Heldburg – miasto w Niemczech, w kraju związkowym Turyngia, w powiecie Hildburghausen, siedziba wspólnoty administracyjnej Heldburger Unterland. Powstało 1 stycznia 2019 z połączenia miasta Bad Colberg-Heldburg oraz gmin Gompertshausen i Hellingen. 